# Science de fusée en économie
Cet article concerne un métier de l'économie. Pour la science spatiale, voir Astronautique.
La « science de fusée » en économie est une métaphore pour une activité professionnelle réalisée par des équipes maîtrisant les technologies de l'information et destinée à donner une aide aux administrateurs exécutifs concernant un processus de décision efficient. Elle se traduit par l'exécution des logiciels mathématiques qui servent de moyens auxiliaires pour le personnel financier. Le travail des « scientifiques de fusée » financiers est fondé sur des modèles mathématiques simulés et mis en œuvre vers des outils complexes d'informatique,.
Par exemple, une entreprise qui a des investissements en fonds espère un résultat qui dépend d'un ensemble des facteurs économiques externes complexes. Chacune des décisions qui attribuent les ressources financières dans un portfolio mène à une fonction particulière de probabilité de retour. Conseiller l'investisseur sur les conséquences des possibles décisions sur le contexte risque-retour est un des rôles typiques du « scientifique de fusée », en anglais « rocket scientist ».

## Définitions en sources francophones
La science de fusée est définie comme un moyen de prévoir le scénario ou comme un besoin pour des situations financières difficiles. Il y a une source qui, autrement, la définit comme simplement « Un spécialiste dans les techniques mathématiques des finances

## Activités principales
Bien que la majorité des scientifiques de fusée soit rencontrée dans le système bancaire, il s'agit d'un métier qui est en train de se développer dans d'autres secteurs. Les entreprises ont besoin d'employer ces compétences pour des raisons liées aux activités principales ou bien auxiliaires. Un exemple est celle de l'entreprise d'assurance qui a besoin de calculer les fonctions de probabilité de ses dépenses à partir des probabilités accidentogènes de ses clients. Un autre consiste à avertir une entreprise non financière sur ses investissements.

## Buts
Le but principal de l'activité réalisée par un scientifique de fusée est de donner à l'administrateur d'une entreprise l'information la plus précise concernant le scénario des probabilités résultantes des décisions possibles à prendre concernant l'investissement, le commerce et l'emprunt. C'est-à-dire que ce n'est pas seulement « comment investir l'argent », mais aussi une réflexion sur les actifs financiers, la gestion de la dette ou le développement de nouveaux produits.

## Expertises
Les expertises nécessaires à un scientifique de fusée sont généralistes. Ces professionnels doivent maîtriser la microéconomie, la macroéconomie, les mathématiques pures, la statistique, les technologies de l'information et la pratique du marché financier.
Il y a besoin de la connaissance microéconomique car l'entreprise elle-même est liée aux règles microéconomiques. La macroéconomie est nécessaire pour évaluer la réponse des cellules de l'économie quand elles sont soumises aux facteurs externes. Les mathématiques pures, comme la statistique, permettent de résoudre les problèmes affrontés par les techniciens. Ils ont besoin aussi de connaître le marché et de maîtriser les moyens technologiques de sorte qu'ils peuvent définir les ensembles des possibles décisions et aussi construire les logiciels pour aider ceux qui choisissent.
Des exemples des outils utilisés sont l'optimum de Pareto, le Value at risk, et la Simulation de Monte Carlo.

## Des activités similaires
Il y a des activités qui sont similaires mais non égales à la science de fusée. Il s'agit des métiers appelés l'ingénierie financière et la gestion des risques,,. Néanmoins, il y a quelques sources qui les considèrent de manière identique,.